# Het woeden der gehele wereld (boek)
Het woeden der gehele wereld is een roman van de Nederlandse schrijver Maarten 't Hart. Het boek kwam in 1993 uit bij de uitgeverij De Arbeiderspers.
Een jongen is getuige van de moord op een politieman in 1956. Als hij op zoek gaat naar de motieven en dader van de moord blijkt dat er een verband is met een vluchtpoging van Joodse families in mei 1940.

## Verhaal
Alexander Goudveyl woont in 't Hoofd, een plaats of buurt aan de Nieuwe Waterweg. Zijn vader is voddenkoopman en handelaar in oude metalen. Het gezin staat niet goed bekend. Goudveyl en zijn vrouw zijn extreem gierig. Alexander wordt op school gepest en tijdens een uitstapje naar het zwembad wordt hij bij wijze van grap bijna verdronken door een klasgenoot. Omdat hij geen vriendjes heeft gaat Alexander graag vissen op een stil plekje bij een oude kwekerij. Dat wordt ontdekt door de enige man die Goudveyl vaak beschermt tegen zijn kwelgeesten, de politieman Arend Vroombout. Vroombout is zelf ook een buitenbeentje, hij was fout tijdens de oorlog en staat bekend als pedofiel. Hij vraagt aan Alexander of hij voor een kwartje zijn geslacht mag zien. De jongen durft er niets van te zeggen en regelmatig keert de agent terug naar het vissersplekje. 
Tijdens een grote evangelisatiecampagne van de Maassluise kerken in 1956 begeleidt Alexander zijn geloofsgenoten op de piano die staat opgesteld in het pakhuis van zijn vader. Vroombout wordt doodgeschoten in het pakhuis. Als Alexander omkijkt ziet hij de moordenaar met hoed en sjaal, die het wapen vervolgens op hem richt. De jongen wordt verhoord door de plaatselijke recherche die een verband zoekt tussen de moord en de pedofiele neigingen van het slachtoffer. De moord blijft echter onopgelost en Alexander vraagt zich af of de geheimzinnige moordenaar nog terug zal komen. Hij komt erachter dat de moord veel meer met hem en zijn familie heeft te maken dan hij had gedacht. Beetje bij beetje komt hij erachter dat Willem Vroombout in 1940 schipper was van een haringlogger die was gehuurd door de apotheker Simon Minderhout die een Engelse vrouw en drie Joodse echtparen naar Engeland wilde laten vluchten. Arend voer mee als matroos op het schip van zijn broer. Het schip werd echter onderschept door de Duitse marine en vervolgens opgeblazen. De opvarenden moesten terugroeien in de sloep van de haringlogger. Alex verdenkt de apotheker Minderhout van de moord op Vroombout. Hij bezoekt bij toeval later als pianostemmer ook de moeder van Vroombout, die ervan overtuigd is dat haar zoon is vermoord door de Joodse vluchtelingen omdat die elk jaar van Vroombout een rekening kregen voor de opgeblazen boot en niet meer wilden betalen.
Als zijn ouders overlijden door een koolmonoxidevergiftiging erft Alexander een groot bedrag. Hij komt er  zo ook achter dat Vroombout ooit twee keer een groot bedrag heeft geleend van zijn vader en nooit heeft terugbetaald. Dan is Alexander al farmacie gaan studeren in Leiden en trouwt met Joanna Oberstein, de prachtig zingende dochter van een beroemde Joodse dirigent. Oberstein was in 1940 ook op de bewuste logger. Voor Alexander is Oberstein een belangrijke verdachte voor de moord op Vroombout. Als hij zijn schoonvader Aäron jaren na zijn huwelijk voor het eerst thuis ontmoet is het de lezer al duidelijk dat Alexanders ouders niet zijn echte ouders waren. Oberstein beweert dat zijn kind door Vroombout in de oorlog aan een kinderloos echtpaar in Rotterdam is gegeven. De ‘ouders’ van Alexander kwamen ook uit Rotterdam en de verwijzing naar een verhuizing met een "dubbele hit"  is het sluitstuk. Goudveyls schoonvader bekent bij de moord aanwezig te zijn geweest, maar niet te hebben geschoten. Alexander realiseert zich dat zijn 'moeder' moet hebben geschoten om te voorkomen dat Vroombout zou verraden dat Alexander niet hun zoon was. De lezer blijft achter met het besef dat Alexander en Joanna dezelfde vader hebben.

## Titel
De titel komt van een lied van Gabriel Faure, “Au bord de l’eau”: ‘Sans nul souci des querelles du monde,
Les ignorer’ (zonder je iets aan te trekken van het woeden der gehele wereld en er niets van te weten). Het verwijst ook naar de Cantate 80 van Johann Sebastian Bach waarin volgens ’t Hart het woeden der gehele wereld wordt opgeroepen en weer bezworen.

## Motto
1. “En het geschiedde op den weg, in de herberg, dat de Heere hem tegenkwam, en zocht hem te dooden.” (Exodus 4, vers 24)
2. O Gott, du frommer Gott (BWV 767). (Overigens staan in het boek alleen de notenbalken genoteerd zonder tekst)

## Achtergrond
Maarten ’t Hart baseerde zijn roman op de nooit opgeloste moord op een politieman in Maassluis in 1956. Hoewel de moord de rode draad vormt in de roman, is het niet puur een misdaadroman. Weliswaar werd het boek in 1994 onderscheiden met De Gouden Strop voor de beste misdaadroman, maar er spelen andere motieven dan alleen een raadselachtig moord. Het motto van het boek, dat is ontleend aan het Bijbelboek Exodus, geeft dit al aan. Het slaat op de besnijdenis van de zonen van Mozes. Volgens de Thora moesten Joodse jongetjes voor de achtste dag na de geboorte besneden worden. De vader was hier verantwoordelijk voor. Toen het God duidelijk werd dat Mozes die besnijdenis niet had uitgevoerd, werd Hij woedend en ging eropuit om Mozes te doden. Mozes was uitverkoren als leider van de Israëlieten en hij had in de ogen van God een grotere verantwoordelijkheid dan anderen. Pas als blijkt dat de vrouw van Mozes de besnijdenis heeft uitgevoerd, raakt de woede van God bekoeld. Alexander Goudveyl in de roman ziet de dood twee keer in de ogen, als hij in het zwembad bijna verdronken wordt en als hij denkt dat de moordenaar van Arend Vroombout ook op hem gaat schieten. Voor de toen nog gelovige Goudveyl lijkt het alsof God het op hem voorzien heeft. In een interview door Theodor Holman in de HP/De Tijd van 3.9.1993, zegt ’t Hart dat hij als kind altijd angst heeft gehad dat God hem zou doden. Vooral omdat de eerstgeborenen in de Bijbel of geofferd of op een andere manier gedood worden. Hij putte dan altijd troost uit de Cantate 80 van Bach: “het was of de vrome God die daarmee werd opgeroepen, de andere God verjoeg, de God die Mozes en hem zocht te doden”. Muziek vormt dan ook het rustpunt in het boek. Het is de muziek die Alexander troost biedt en hem helpt de omgeving te ontvluchten waar zijn ouders wonen. De muziek wordt de nieuwe god van Goudveyl, helemaal als blijkt dat hij vermoedelijk de zoon is van een dirigent en een klassieke zangeres en niet van een vrekkerige voddenkoopman. Het niet geaccepteerd worden is overigens een ander belangrijk thema. De ouders van Alexander worden niet geaccepteerd in 't Hoofd en Alexander niet op school vanwege zijn familie. Vroombout op zijn beurt wordt niet geaccepteerd door zijn geaardheid en gedrag in de oorlog. Opmerkelijk is verder dat een aantal personen die ook in andere romans voorkomen een rol spelen. Zo is de hoofdfiguur Alexander Goudveyl ook al eerder terug te vinden in de roman Onder de korenmaat uit 1991 en zal apotheker Minderhout in 1996 promoveren tot hoofdfiguur in de roman De nakomer, inclusief het verhaal van de opgeblazen haringlogger. Een logeerpartij bij Aäron Oberstein, die op het huis van Alexander en Joanna past, brengt Simon en Aäron 54 jaar na het opblazen van de haringlogger, weer enige weken bij elkaar.

## Locatie
Het boek bevat ettelijke verwijzingen naar Maassluis, de plaats waar de schrijver geboren werd en opgroeide. De plaatsnaam 't Hoofd lijkt sterk op 't Hooft, een buurt in het centrum van Maassluis, dat evenals 't Hoofd aan de Nieuwe Waterweg ligt. De hoofdfiguur is opgegroeid op de hoek van de President Steynstraat en de Cronjéstraat, een locatie die in Maassluis bestaat. Ook de moord is gebaseerd op een historische gebeurtenis in Maassluis.

## Verfilming
In 2006 werd het boek onder dezelfde titel verfilmd onder regie van Guido Pieters.